# ボリス・パルサダニアン
ボリス・パルサダニアン（ロシア語: Борис Христофорович Парсаданян, ラテン文字転写: Boris Parsadanian、1925年5月14日 - 1997年5月14日）は、アルメニア系エストニア人の作曲家。

## 経歴
1925年、キスロヴォツクで生まれた。第二次世界大戦中には学業が中断されるが、戦後はモスクワのグネーシン音楽学校でヴァイオリンを学び、1950年に卒業した。
卒業後、エストニアに移り、はじめはタリン・ラジオ・オーケストラで演奏家としての職を得たが、次第に作曲に注目するようになり、タリン音楽院に入ってヘイノ・エッレルに師事した。
1968年から1970年までモスクワ中央テレビの副編集長をつとめ、1970年から1973年までエストニア共産党の文化部中央委員会委員であった。1973年から1975年はエストニア作曲家連盟の顧問を、1975年から1986年までエストニア管弦楽団の芸術監督を務めた。
1973年、1979年、1982年の3回にわたってエストニア共和国名誉芸術家の称号を得た。1997年、タリンで死去。

## 作曲作品とその特徴
作品には、1958年から1985年の間に書かれた11の交響曲（第2番はマルティロス・サリアンに捧げられている）、ヴァイオリン協奏曲（1955年）、木管五重奏曲（1967年）、弦楽四重奏曲（1974年）、ヴァイオリン・ソナタ（1986年）などがある。